# Amon Amarth
Amon Amarth je švédská kapela hrající melodický death metal, která vznikla v roce 1992 v Tumbě. Texty písní se zabývají téměř výlučně vikingskou mytologií. Kapela nese jméno Hory osudu v elfštině z knihy Pán prstenů od J. R. R. Tolkiena.

## Sestava
- Johan Hegg – zpěv
- Olavi Mikkonen – kytara
- Johan Söderberg – kytara
- Ted Lundström – baskytara
- Jocke Wallgren – bicí (pouze živá vystoupení)

Bývalí členové
- Anders Hansson – kytara (1992–1998)
- Nico Kaukinen – bicí (1992–1996)
- Martin Lopez – bicí (1996–1998)
- Fredrik Andersson – bicí (1998–2015)
- Tobias Gustafsson – bicí (2015–2016)

## Diskografie
- Once Sent from the Golden Hall (1998)
- The Avenger (1999)
- The Crusher (2001)
- Versus the World (2002)
- Fate of Norns (2004)
- With Oden on Our Side (2006)
- Twilight of the Thunder God (2008)
- Surtur Rising (2011)
- Deceiver of the Gods (2013)
- Jomsviking (2016)
- Berserker (2019)
- The Great Heathen Army (2022)

Koncertní alba
- Wrath of the Norsemen (2006)
- The Pursuit of Vikings: 25 Years in the Eye of the Storm (2018)

EP
- Sorrow Throughout the Nine Worlds (1996)
- Under the Influence (2013)

Kompilace

- Hymns to the Rising Sun (2010)

Dema
- Thor Arise (1993)
- The Arrival Of The Fimbul Winter (1994)